# Afuá (kommun)
Afuá är en kommun i Brasilien.   Den ligger i delstaten Pará, i den norra delen av landet, 1 700 km norr om huvudstaden Brasília. Antalet invånare är 35 017.
Följande samhällen finns i Afuá:
- Afuá

Trakten runt Afuá består huvudsakligen av våtmarker.